# Jeu vidéo aux États-Unis

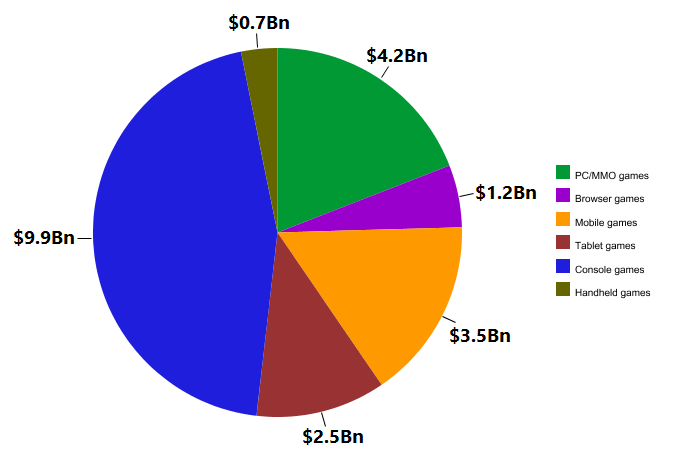
Marché américain du jeu par chiffre d'affaires par plate-forme en 2015.

Le jeu vidéo aux États-Unis est l'un des secteurs des loisirs qui connaît la croissance la plus rapide. En 2019, le secteur américain du jeu vidéo a généré 90,3 milliards de dollars de production économique annuelle, selon une étude de 2020 publiée par l'Entertainment Software Association. plus de 429 000 emplois américains sont soutenus. Ce dernier nombre comprend plus de 143 000 personnes qui sont directement employées par l'industrie du jeu vidéo, avec un salaire annuel moyen d'environ 121 000 $. De plus, l'industrie du jeu vidéo verse 12,6 milliards de dollars en taxes annuelles fédérales, étatiques et municipales. Le marché américain du jeu devrait atteindre 42,3 milliards de dollars d'ici 2025, selon le Forum économique mondial, tandis que le marché mondial du jeu pourrait atteindre 270 milliards de dollars.
Dans les statistiques recueillies par l'ESA pour l'année 2013, 58 % des Américains jouent à des jeux vidéo et le ménage américain moyen possède désormais au moins une console de jeu, un PC ou un smartphone dédié. Les ménages qui possèdent ces articles jouent le plus souvent à des jeux sur leur console ou leur PC. 36 % des joueurs américains jouent sur leurs téléphones intelligents. 43 % des consommateurs de jeux vidéo pensent que les jeux leur offrent le meilleur rapport qualité-prix par rapport à d'autres formes de divertissement courantes telles que les films ou la musique. En 2011, le joueur américain moyen passait en moyenne 13 heures par semaine à jouer à des jeux vidéo. 
En 2013, près de la moitié des Américains qui jouaient plus qu'en 2010 passaient moins de temps à jouer à des jeux de société, à regarder la télévision, à aller au cinéma et à regarder des films à la maison. Lorsque les Américains jouent, 62 % le font avec d'autres personnes en ligne ou en personne, mais l'autre personne est plus susceptible d'être un ami qu'un autre significatif ou un membre de la famille. La raison la plus courante pour laquelle les parents jouent à des jeux vidéo avec leurs enfants est une activité familiale amusante ou parce qu'on le leur demande. 52 % des parents pensent que les jeux vidéo sont un élément positif de la vie de leur enfant, et 71 % des parents d'enfants de moins de 18 ans considèrent que le jeu est bénéfique pour la stimulation mentale ou l'éducation.

## Démographie

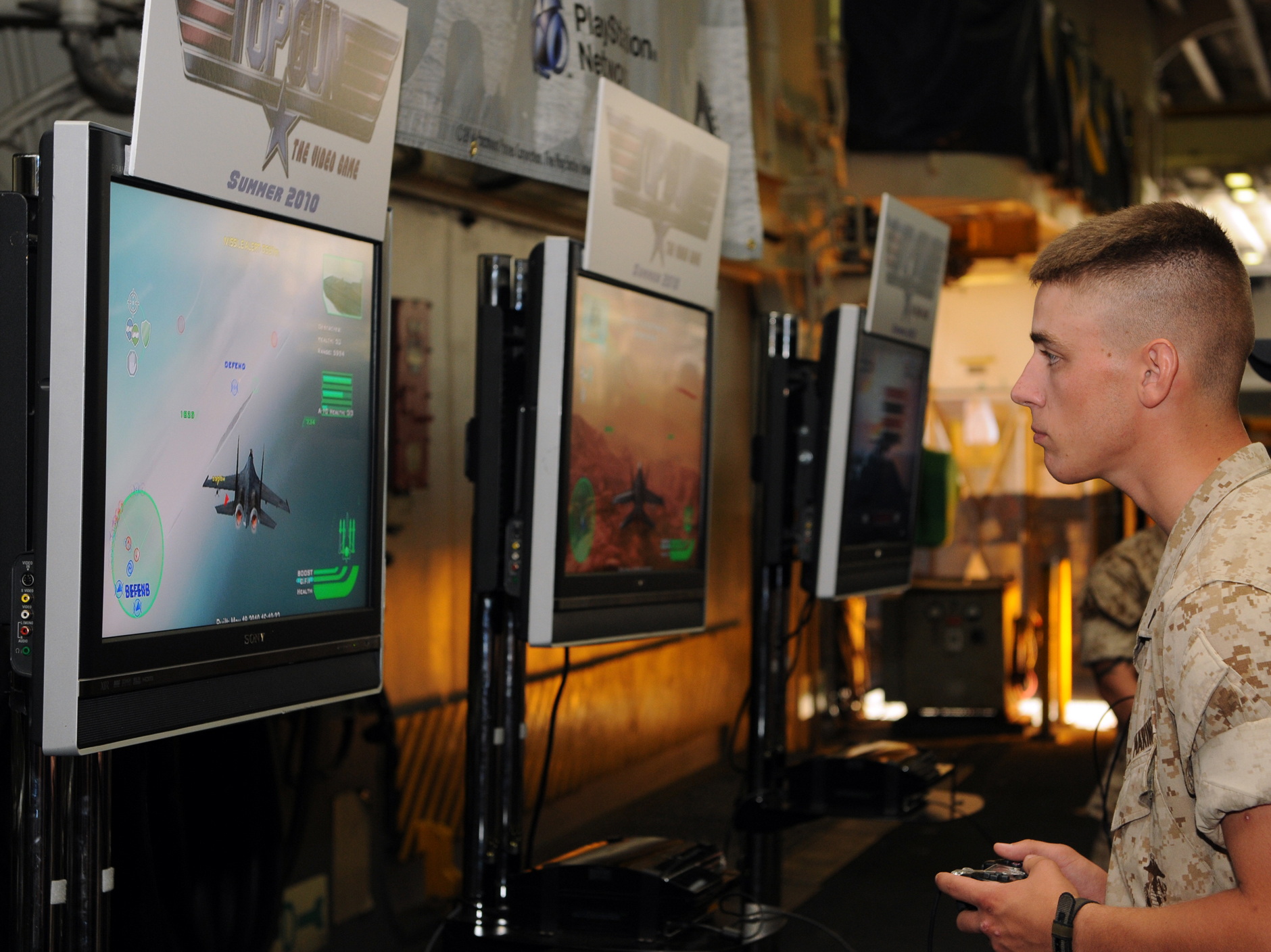
US Marine jouant à Top Gun en 2010.

Un joueur américain typique a 35 ans et joue à des jeux depuis 13 ans en moyenne. Selon une étude de 2021, 20 % des joueurs américains avaient moins de 18 ans, 38 % avaient entre 18 et 34 ans, 14 % avaient entre 35 et 44 ans, 12 % avaient entre 45 et 54,9 % avaient entre 55 et 64 ans et 7 % avaient 65 ans ou plus. 54 % des joueurs américains sont des hommes et 46% sont des femmes. Les femmes de plus de 18 ans représentent un pourcentage plus élevé de ces femmes que les hommes de moins de 18 ans. L'âge typique des joueuses est de 14 ans.

## Statistiques du marché
L'action, les jeux de tir et les sports étaient les trois catégories de jeux sur console avec les ventes les plus élevées en 2012. Les jeux de rôle, les jeux stratégiques et les jeux occasionnels étaient les types de jeux PC les plus populaires. Les types de jeux les plus courants pour le jeu en ligne sont occasionnels/sociaux, action/stratégie et anecdotes/puzzle. Les jeux vidéo et les entreprises japonaises ont souvent été mentionnés dans les listes annuelles des meilleures ventes, malgré le fait qu'il existe de nombreux développeurs de jeux vidéo américains qui créent des jeux depuis des années. L'augmentation des ventes en dollars des jeux informatiques et vidéo aux États-Unis en 2012 était de 14,8 milliards de dollars, soit une baisse de 1,6 milliard par rapport à l'année précédente. Une baisse comparable de la croissance des ventes unitaires a été signalée, passant de 245,9 millions en 2011 à 188 millions en 2018.

## Impact sur l'industrie mondiale du jeu
L'industrie américaine du jeu vidéo a eu un impact significatif sur l'industrie mondiale du jeu avec des séries de tir à la première personne comme Doom, Half-Life et BioShock ainsi que des séries de jeux vidéo RPG comme Dungeons and Dragons, The Elder Scrolls et Fallout. Call of Duty, Fortnite, World of Warcraft, Overwatch, League of Legends, Valorant, CSGO, Dota 2, Apex Legends et Roblox ne sont que quelques-uns des jeux vidéo les plus vendus et les plus joués jamais produits. Les développeurs américains ont également produit certains des jeux vidéo les plus innovants, notamment Skyrim, Half-Life et BioShock,,.

### Critiques
Le marché mondial du jeu vidéo s'est développé en raison de la popularité des jeux multijoueurs américains, mais de nombreux critiques et joueurs de jeux vidéo ont vivement critiqué certains choix et changements apportés par les entreprises américaines, comme l'inclusion de microtransactions dans le jeu. Après la sortie de The Legend of Zelda: Breath of the Wild en 2017 et l'énorme succès d'Elden Ring en 2022, les plaintes concernant le retard de l'industrie américaine du jeu et le peu de dépenses qu'elle dépensait en innovation par rapport aux sociétés de jeu japonaises ont commencé à affluer.

## Éditeurs de jeux vidéo
Certaines des plus grandes sociétés de jeux vidéo au monde sont basées aux États-Unis. Il y a 444 éditeurs, développeurs et entreprises de matériel rien qu'en Californie.

### Sony Interactive Entertainment (PlayStation)

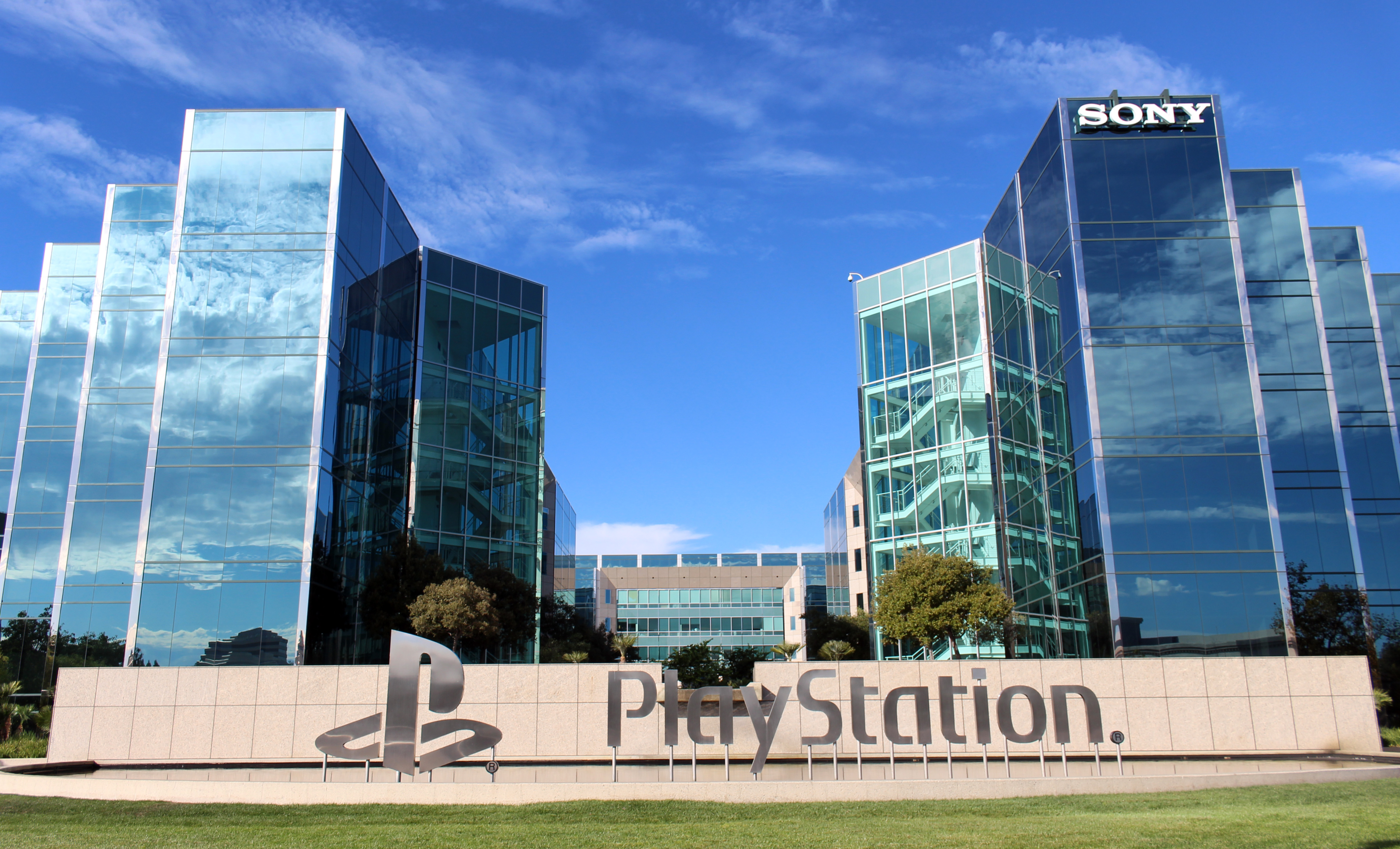
Siège de Sony Interactive Entertainment à San Mateo, en Californie.

La division de jeux et la branche d'édition du conglomérat multinational japonais Sony Group Corporation s'appelle Sony Interactive Entertainment. Le groupe Sony a déménagé les sièges sociaux de Sony Interactive Entertainment en Californie en 2016. L'une des plus grandes entreprises de jeux vidéo au monde, Sony Interactive Entertainment compte plus de 4 000 développeurs et 19 studios. Les entreprises américaines représentent 10 des 19 au total. Bungie a été acheté par Sony Interactive Entertainment pour 3,7 milliards de dollars en 2022 dans le cadre d'une importante entreprise américaine. Des sociétés de jeux vidéo américaines populaires telles que Naughty Dog, Santa Monica Studio, Insomniac Games et Sucker Punch appartiennent à Sony Interactive Entertainment, tout comme des franchises telles que God of War, The Last of Us et Uncharted. Plus de 5,1 millions d'exemplaires ont été vendus pour God of War: Ragnarök en une semaine, et 11 millions en deux.

### Take-Two Interactive
Ryan Brant a fondé la société mère américaine de jeux vidéo Take-Two Interactive Software, Inc. à New York en septembre 1993. Il existe des équipes internes de développement de jeux chez Rockstar Games de Take-Two Interactive et 2K, deux sociétés d'édition de premier plan. Afin de soutenir les publications de développeurs indépendants, Take-Two a fondé le label Private Division. Plus récemment[Quand ?], la nouvelle activité interne du label, Intercept Games, a été annoncée. La société a également lancé Ghost Story Games, renommant l'ancienne société 2K Irrational Games. L'entreprise a acquis Socialpoint, Playdots et Nordeus afin de prendre pied dans l'industrie du jeu sur smartphone. De plus, la société détient 50 % de la compétition NBA 2K, une compétition professionnelle d'esports. Le portefeuille combiné de titres Take-Two comprend des titres de BioShock, Borderlands, Grand Theft Auto, NBA 2K, Red Dead et d'autres marques. En 2022, Take-Two Interactive a acquis la société de jeux vidéo mobiles Zynga pour 12,7 milliards de dollars.

### Activision Blizzard

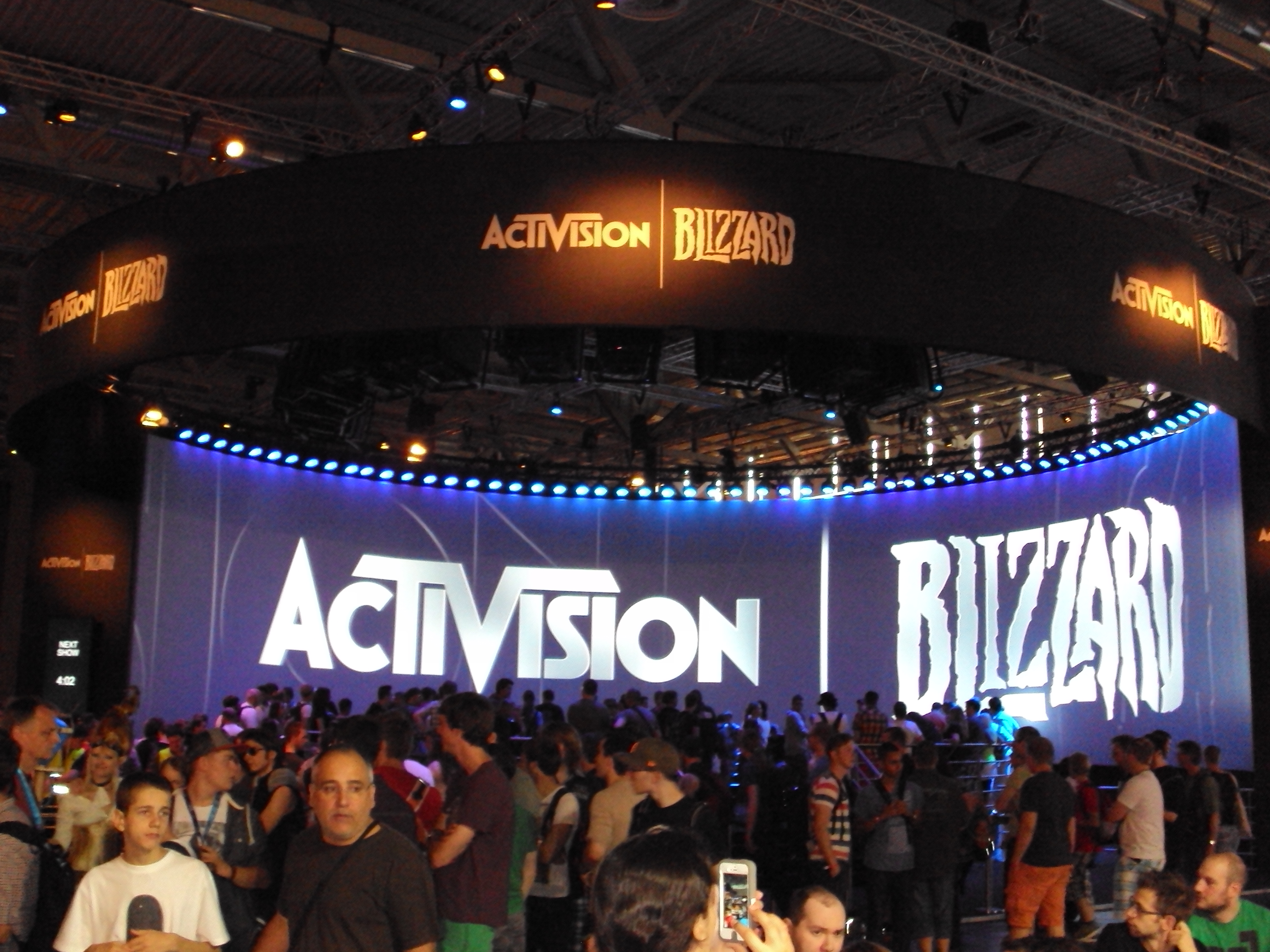
Activision, Blizzard-Gamescom, en 2013.

Le plus grand éditeur indépendant au monde est Activision Blizzard. En termes de revenus et de capitalisation boursière, Activision Blizzard est également le plus grand développeur et éditeur de jeux vidéo en Amérique et en Europe. Activision et Blizzard Entertainment, deux producteurs de jeux vidéo, ont fusionné pour le former en juillet 2008. Certains des jeux vidéo les plus connus du marché, notamment Diablo, Call of Duty, Overwatch, World of Warcraft, Crash Bandicoot, Hearthstone et Candy Crush, sont produits et détenus par Activision Blizzard. 
Le 18 janvier 2022, Microsoft a déclaré son intention d'acheter Activision Blizzard pour 68,7 milliards de dollars. Activision Blizzard rejoindrait Xbox Game Studios en tant que division si elle était autorisée. Call of Duty: Modern Warfare II est devenu le jeu Call of Duty le plus vendu et le plus rentable de tous les temps, avec plus d'un milliard de dollars de recettes en seulement 10 jours.

### Electronic Arts (EA)
Basé à Redwood City, en Californie, Electronic Arts (EA) est un développeur américain de jeux informatiques. En mai 1982, Trip Hawkins, un employé d'Apple, a créé l'entreprise. Les créateurs et programmeurs à l'origine de ses jeux étaient qualifiés d'« artistes logiciels » par la société, qui était un pionnier de l'industrie des jeux informatiques à domicile. Electronic Arts est l'un des plus grands éditeurs de jeux vidéo au monde, employant 12 900 créateurs de jeux vidéo. Certaines des entreprises qui relèvent d'Electronic Arts sont Respawn Entertainment, BioWare, Dice et PopCap. Electronic Arts est devenu l'une des plus grandes entreprises de jeux vidéo au monde grâce au succès d'EA Sports, de franchises de jeux comme FIFA, NHL, NBA Live et Madden NFL, ainsi que de jeux comme Dragon Age, Mass Effect, Dead Espace et Star Wars Jedi.

### Xbox Game Studios (Xbox)

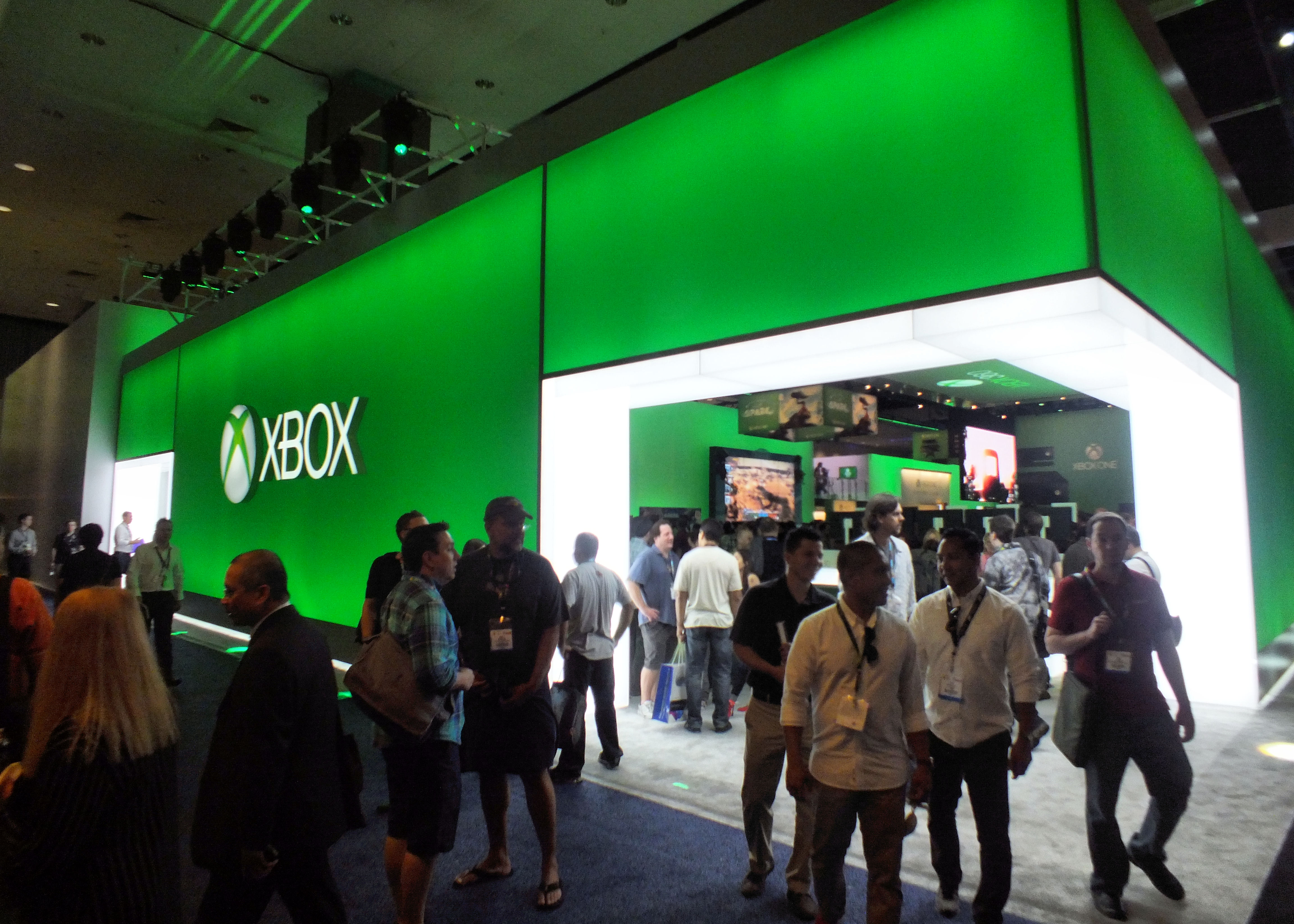
Stand Xbox à l'E3 2013.

La division de jeux et la branche d'édition du géant américain du logiciel Microsoft s'appelle Xbox Game Studios. La première console Xbox a été introduite par Xbox Game Studios en 2001. La Xbox 360 était la console la plus populaire de l'entreprise, se vendant à plus de 84 millions d'exemplaires en 2005. Les créateurs de Minecraft, le jeu vidéo le plus vendu de tous les temps, ont été achetés par Xbox en 2014 pour 2,5 milliards de dollars. Xbox a payé 7,5 milliards de dollars en 2021 pour acheter Bethesda Softworks, un éditeur de jeux vidéo et propriétaire de franchises populaires comme The Elder Scrolls, Fallout et Doom.
Xbox a déclaré en 2022 qu'elle achèterait Activision Blizzard, la plus grande société de jeux vidéo aux États-Unis, pour 68,7 milliards de dollars en espèces. Certains des studios de jeux vidéo les plus connus, notamment Bethesda Game Studios, Id Software, Playground Games, Ninja Theory, Rare et Arkane Studios, font partie des 23 studios contrôlés par Xbox dans le monde.

### Bethesda Softworks
Bethesda Softworks est un éditeur de jeux vidéo basé à Rockville, Maryland. Christopher Weaver a fondé la société en 1986. Après que l'entreprise ait divisé son équipe de développement interne en Bethesda Game Studios, seule la fonction d'édition de Bethesda Softworks est restée. Microsoft a acheté ZeniMax en 2021, et ZeniMax devait continuer en tant que société distincte par Microsoft. The Elder Scrolls V: Skyrim, Fallout 4 et Doom Eternal ne sont que quelques-uns des jeux vidéo les plus vendus et les plus joués que Bethesda Softworks a produits. L'un des 20 jeux vidéo les plus vendus de tous les temps, Skyrim avait plus de 30 millions d'exemplaires expédiés en novembre 2016, selon Bethesda.

### Epic Games
Éditeur et créateur américain de jeux vidéo et de logiciels Epic Games. Unreal Engine, un moteur de jeu accessible au public créé par Epic Games, alimente également leurs jeux vidéo créés en interne. Guinness World Records a reconnu Unreal Engine comme le « moteur de jeu vidéo le plus réussi » en 2014. Selon le PDG d'Epic, Tim Sweeney, Unreal Engine est utilisé par plus de 7,5 millions de codeurs. Fortnite, Rocket League et Fall Guys ne sont que quelques-uns des jeux vidéo bien connus qu'Epic Games contrôle avec d'autres développeurs de jeux comme Psyonix, Mediatonic et Harmonix.

### Valve
Les jeux vidéo numériques sont produits, publiés et distribués par la société américaine Valve Corporation. C'est l'organisation responsable des jeux vidéo Half-Life, Counter-Strike, Portal, Team Fortress, Left 4 Dead et Dota ainsi que de la boutique de logiciels en ligne Steam. Le plus grand canal de livraison numérique pour les jeux PC s'appelle Steam. Plus de 30 000 jeux, de AAA à indépendants, sont disponibles sur Steam. Pour la toute première fois, en 2022, Steam a établi un record mondial avec plus de 30 millions d'utilisateurs qui l'utilisaient activement en même temps. 
En 2022, Valve a dévoilé le Steam Deck, un appareil de jeu portable. Plus d'un million de Steam Decks ont été distribués.

### Warner Bros Games
Warner Bros. Interactive Entertainment fait partie de la nouvelle unité mondiale de streaming et de divertissement interactif de Warner Bros. Discovery. Warner Bros Games possède des studios de développement de jeux vidéo comme TT Games, Rocksteady Studios, NetherRealm Studios, Monolith Productions, Avalanche Software et WB Games Montréal, entre autres. Warner Bros Games est également l'éditeur des séries de jeux vidéo Batman: Arkham et Mortal Kombat. Hogwarts Legacy est devenu le jeu vidéo le plus vendu et le plus rentable de l'histoire de Warner Bros. Games, vendant plus de 12 millions d'unités en 2 semaines et rapportant plus de 850 millions de dollars.

### Riot Games

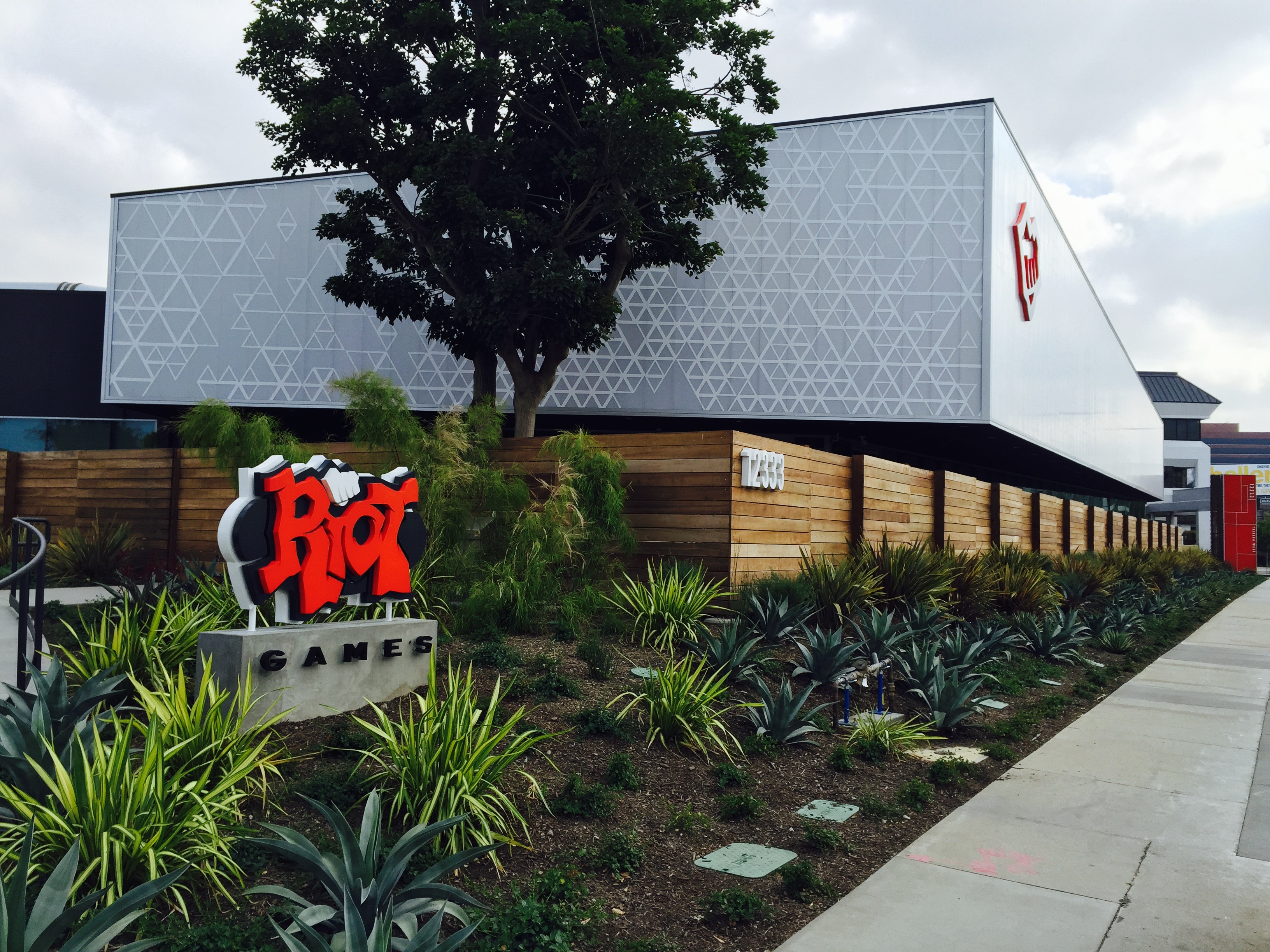
Siège de Riot Games.

Riot Games est une entreprise américaine dont le siège est à Los Angeles, en Californie, qui fabrique des jeux vidéo et gère des événements d'esports. Il a été créé en septembre 2006 par Brandon Beck et Marc Merrill dans le but de créer League of Legends, en plus de créer un certain nombre de jeux dérivés et le jeu de tir à la première personne populaire Valorant. En 2011, la société chinoise Tencent a racheté Riot Games. Avec plus de 5 500 développeurs, Riot Games est l'une des entreprises américaines de jeux vidéo à la croissance la plus rapide. En 2018, l'entreprise comptait 24 sites à travers le monde. En seulement 2020, League of Legends a généré 1,75 milliard de dollars de revenus.